# Collegio di Bristol North West
Bristol North West è un collegio elettorale inglese situato nell'Avon e rappresentato alla camera dei Comuni del parlamento del Regno Unito. Elegge un membro del parlamento con il sistema maggioritario a turno unico; l'attuale parlamentare è Darren Jones del Partito Laburista, che rappresenta il collegio dal 2017.

## Estensione

Bristol North West dal 2010 al 2024

- 1950–1955: i ward del County Borough of Bristol di Avon, Durdham, Horfield e Westbury-on-Trym.
- 1955–1983: i ward del County Borough of Bristol di Avon, Henbury, Horfield, Southmead e Westbury-on-Trym.
- 1983–1997: i ward della City of Bristol di Avonmouth, Henbury, Horfield, Kingsweston, Lockleaze, Southmead e Westbury-on-Trym e i ward del distretto di Northavon di Filton Charborough, Filton Conygre, Filton Northville, Stoke Gifford North e Stoke Gifford South.
- 1997–2010: i ward della City of Bristol di Avonmouth, Henbury, Horfield, Kingsweston, Lockleaze e Southmead, e i ward del distretto di Northavon di Filton Charborough, Filton Conygre, Filton Northville, Patchway Callicroft, Patchway Coniston, Patchway Stoke Lodge, Stoke Gifford North e Stoke Gifford South.
- 2010–2024: i ward della City of Bristol di Avonmouth, Henbury, Henleaze, Horfield, Kingsweston, Lockleaze, Southmead, Stoke Bishop e Westbury-on-Trym.
- dal 2024: i ward della City of Bristol di Avonmouth and Lawrence Weston; Bishopston and Ashley Down; Henbury and Brentry; Horfield; Southmead; Stoke Bishop e Westbury-on-Trym and Henleaze.[1]

Le isole di Flat Holm e Steep Holm nel canale di Bristol fanno parte del collegio.
A seguito della revisione della rappresentanza parlamentare nelle contee di Avon, Somerset e Gloucestershire da parte della Boundary Commission for England, il collegio subì modifiche in occasione delle elezioni generali del 2010. In particolare, il collegio è ora completamente compreso nella città di Bristol; le aree di Filton, Patchway, Stoke Gifford, Bradley Stoke e Aztec West che si trovano nel South Gloucestershire furono trasferite nel nuovo Filton and Bradley Stoke. Nello stesso momento, le aree di Stoke Bishop, Henleaze e Westbury-on-Trym furono ottenute togliendole a Bristol West.

## Profilo e storia
Le posizioni dei partiti cambiarono completamente nel 2010, con il candidato liberal democratico Paul Harrod ottenne il secondo posto, con uno spostamento di voti di circa il 11,4% a favore del candidato vincente Charlotte Leslie, e vide il nuovo laburista scendere in percentuale del 20,8%, il maggiore decremento registrato dal partito nel 2010. Nel 2015 i conservatori conservarono il seggio con un vantaggio del 9,5%, e i laburisti si spostarono al secondo posto. Alle elezioni del 2017 il seggio fu perso a favore dei laburisti, con uno spostamento di voti del 9,8%.
La vittoria del 2017 fu una sorpresa per il candidato Darren Jones, che la attribuì a tre fattori: Jeremy Corbyn e il manifesto laburista, il voto dei giovani e l'Unione europea (il collegio aveva votato al 58% per rimanere nell'UE).

## Membri del parlamento
| Elezione | Elezione      | Deputato           | Partito      |
| -------- | ------------- | ------------------ | ------------ |
|          | 1950          | Gurney Braithwaite | Conservatore |
|          | 1955          | Christopher Boyd   | Laburista    |
|          | 1959          | Martin McLaren     | Conservatore |
|          | 1966          | John Ellis         | Laburista    |
|          | 1970          | Martin McLaren     | Conservatore |
|          | Ott 1974      | Ronald Thomas      | Laburista    |
|          | 1979          | Michael Colvin     | Conservatore |
| 1983     | Michael Stern |                    | Conservatore |
|          | 1997          | Doug Naysmith      | Laburista    |
|          | 2010          | Charlotte Leslie   | Conservatore |
|          | 2017          | Darren Jones       | Laburista    |

## Elezioni

### Elezioni negli anni 2020
| Partito                    | Partito                                | Candidato                  | Risultati 4 luglio 2024 | Risultati 4 luglio 2024 |
| Partito                    | Partito                                | Candidato                  | Voti                    | %                       |
| -------------------------- | -------------------------------------- | -------------------------- | ----------------------- | ----------------------- |
|                            | Laburista                              | Darren Jones               | 24 058                  | 49,64                   |
|                            | Verdi                                  | Mary Page                  | 8 389                   | 17,31                   |
|                            | Conservatore                           | Laura Saunders             | 6 773                   | 13,98                   |
|                            | Reform UK                              | Scarlett O'Connor          | 4 863                   | 10,03                   |
|                            | Lib Dem                                | Caroline Gooch             | 4 159                   | 8,58                    |
|                            | Social Democratico                     | Ben Smith                  | 222                     | 0,46                    |
|                            |                                        |                            |                         |                         |
| Iscritti                   | Iscritti                               | Iscritti                   | 74 869                  | 100,00                  |
| ↳ Votanti (% su iscritti)  | ↳ Votanti (% su iscritti)              | ↳ Votanti (% su iscritti)  | 48 464                  | 64,73                   |
| ↳ Astenuti (% su iscritti) | ↳ Astenuti (% su iscritti)             | ↳ Astenuti (% su iscritti) | 26 405                  | 35,27                   |
|                            |                                        |                            |                         |                         |
|                            | Esito: collegio confermato a Laburista |                            |                         |                         |

### Elezioni negli anni 2010
| Partito                    | Partito                                | Candidato                  | Risultati 12 dicembre 2019 | Risultati 12 dicembre 2019 |
| Partito                    | Partito                                | Candidato                  | Voti                       | %                          |
| -------------------------- | -------------------------------------- | -------------------------- | -------------------------- | -------------------------- |
|                            | Laburista                              | Darren Jones               | 27 330                     | 48,90                      |
|                            | Conservatore                           | Mark Weston                | 21 638                     | 38,72                      |
|                            | Lib Dem                                | Chris Coleman              | 4 940                      | 8,84                       |
|                            | Verdi                                  | Heather Mack               | 1 977                      | 3,54                       |
|                            |                                        |                            |                            |                            |
| Iscritti                   | Iscritti                               | Iscritti                   | 76 723                     | 100,00                     |
| ↳ Votanti (% su iscritti)  | ↳ Votanti (% su iscritti)              | ↳ Votanti (% su iscritti)  | 55 885                     | 72,84                      |
| ↳ Astenuti (% su iscritti) | ↳ Astenuti (% su iscritti)             | ↳ Astenuti (% su iscritti) | 20 838                     | 27,16                      |
|                            |                                        |                            |                            |                            |
|                            | Esito: collegio confermato a Laburista |                            |                            |                            |

| Partito                    | Partito                                           | Candidato                  | Risultati 8 giugno 2017 | Risultati 8 giugno 2017 |
| Partito                    | Partito                                           | Candidato                  | Voti                    | %                       |
| -------------------------- | ------------------------------------------------- | -------------------------- | ----------------------- | ----------------------- |
|                            | Laburista                                         | Darren Jones               | 27 400                  | 50,65                   |
|                            | Conservatore                                      | Charlotte Leslie           | 22 639                  | 41,85                   |
|                            | Lib Dem                                           | Celia Downie               | 2 814                   | 5,20                    |
|                            | Verdi                                             | Sharmila Bousa             | 1 243                   | 2,30                    |
|                            |                                                   |                            |                         |                         |
| Iscritti                   | Iscritti                                          | Iscritti                   | 75 447                  | 100,00                  |
| ↳ Votanti (% su iscritti)  | ↳ Votanti (% su iscritti)                         | ↳ Votanti (% su iscritti)  | 54 096                  | 71,70                   |
| ↳ Astenuti (% su iscritti) | ↳ Astenuti (% su iscritti)                        | ↳ Astenuti (% su iscritti) | 21 351                  | 28,30                   |
|                            |                                                   |                            |                         |                         |
|                            | Esito: collegio passa da Conservatore a Laburista |                            |                         |                         |

| Partito                    | Partito                                   | Candidato                  | Risultati 7 maggio 2015 | Risultati 7 maggio 2015 |
| Partito                    | Partito                                   | Candidato                  | Voti                    | %                       |
| -------------------------- | ----------------------------------------- | -------------------------- | ----------------------- | ----------------------- |
|                            | Conservatore                              | Charlotte Leslie           | 22 767                  | 43,95                   |
|                            | Laburista                                 | Darren Jones               | 17 823                  | 34,40                   |
|                            | UKIP                                      | Michael Frost              | 4 889                   | 9,44                    |
|                            | Lib Dem                                   | Clare Campion-Smith        | 3 214                   | 6,20                    |
|                            | Verdi                                     | Justin Quinnell            | 2 952                   | 5,70                    |
|                            | TUSC                                      | Anne Lemon                 | 160                     | 0,31                    |
|                            |                                           |                            |                         |                         |
| Iscritti                   | Iscritti                                  | Iscritti                   | 76 634                  | 100,00                  |
| ↳ Votanti (% su iscritti)  | ↳ Votanti (% su iscritti)                 | ↳ Votanti (% su iscritti)  | 51 805                  | 67,60                   |
| ↳ Astenuti (% su iscritti) | ↳ Astenuti (% su iscritti)                | ↳ Astenuti (% su iscritti) | 24 829                  | 32,40                   |
|                            |                                           |                            |                         |                         |
|                            | Esito: collegio confermato a Conservatore |                            |                         |                         |

| Partito                    | Partito                                           | Candidato                  | Risultati 6 maggio 2010 | Risultati 6 maggio 2010 |
| Partito                    | Partito                                           | Candidato                  | Voti                    | %                       |
| -------------------------- | ------------------------------------------------- | -------------------------- | ----------------------- | ----------------------- |
|                            | Conservatore                                      | Charlotte Leslie           | 19 115                  | 37,97                   |
|                            | Lib Dem                                           | Paul Harrod                | 15 841                  | 31,47                   |
|                            | Laburista                                         | Sam Townend                | 13 059                  | 25,94                   |
|                            | UKIP                                              | Robert Upton               | 1 175                   | 2,33                    |
|                            | Democratici                                       | Ray Carr                   | 635                     | 1,26                    |
|                            | Verdi                                             | Alex Dunn                  | 511                     | 1,02                    |
|                            |                                                   |                            |                         |                         |
| Iscritti                   | Iscritti                                          | Iscritti                   | 73 481                  | 100,00                  |
| ↳ Votanti (% su iscritti)  | ↳ Votanti (% su iscritti)                         | ↳ Votanti (% su iscritti)  | 50 336                  | 68,50                   |
| ↳ Astenuti (% su iscritti) | ↳ Astenuti (% su iscritti)                        | ↳ Astenuti (% su iscritti) | 23 145                  | 31,50                   |
|                            |                                                   |                            |                         |                         |
|                            | Esito: collegio passa da Laburista a Conservatore |                            |                         |                         |

### Elezioni negli anni 2000
| Partito                    | Partito                                      | Candidato                  | Risultati 5 maggio 2005 | Risultati 5 maggio 2005 |
| Partito                    | Partito                                      | Candidato                  | Voti                    | %                       |
| -------------------------- | -------------------------------------------- | -------------------------- | ----------------------- | ----------------------- |
|                            | Laburista Co-Op                              | Doug Naysmith              | 22 192                  | 46,73                   |
|                            | Conservatore                                 | Alastair Watson            | 13 230                  | 27,86                   |
|                            | Lib Dem                                      | Bob Hoyle                  | 9 545                   | 20,10                   |
|                            | UKIP                                         | Christopher Lees           | 1 132                   | 2,38                    |
|                            | Democratici                                  | Michael Blundell           | 828                     | 1,74                    |
|                            | Alternativa Socialista                       | Graeme Jones               | 565                     | 1,19                    |
|                            |                                              |                            |                         |                         |
| Iscritti                   | Iscritti                                     | Iscritti                   | 77 728                  | 100,00                  |
| ↳ Votanti (% su iscritti)  | ↳ Votanti (% su iscritti)                    | ↳ Votanti (% su iscritti)  | 47 492                  | 61,10                   |
| ↳ Astenuti (% su iscritti) | ↳ Astenuti (% su iscritti)                   | ↳ Astenuti (% su iscritti) | 30 236                  | 38,90                   |
|                            |                                              |                            |                         |                         |
|                            | Esito: collegio confermato a Laburista Co-Op |                            |                         |                         |

| Partito                    | Partito                                      | Candidato                  | Risultati 7 giugno 2001 | Risultati 7 giugno 2001 |
| Partito                    | Partito                                      | Candidato                  | Voti                    | %                       |
| -------------------------- | -------------------------------------------- | -------------------------- | ----------------------- | ----------------------- |
|                            | Laburista Co-Op                              | Doug Naysmith              | 24 236                  | 52,14                   |
|                            | Conservatore                                 | Charles Hansard            | 13 349                  | 28,72                   |
|                            | Lib Dem                                      | Peter Tyzack               | 7 387                   | 15,89                   |
|                            | UKIP                                         | Diane Carr                 | 1 140                   | 2,45                    |
|                            | Laburista Socialista                         | Vince Horrigan             | 371                     | 0,80                    |
|                            |                                              |                            |                         |                         |
| Iscritti                   | Iscritti                                     | Iscritti                   | 76 958                  | 100,00                  |
| ↳ Votanti (% su iscritti)  | ↳ Votanti (% su iscritti)                    | ↳ Votanti (% su iscritti)  | 46 483                  | 60,40                   |
| ↳ Astenuti (% su iscritti) | ↳ Astenuti (% su iscritti)                   | ↳ Astenuti (% su iscritti) | 30 475                  | 39,60                   |
|                            |                                              |                            |                         |                         |
|                            | Esito: collegio confermato a Laburista Co-Op |                            |                         |                         |

## Risultati dei referendum

### Referendum sulla permanenza del Regno Unito nell'Unione europea del 2016
|             | Collegio           | Lasciare UE % | Rimanere in UE % |
| ----------- | ------------------ | ------------- | ---------------- |
|             | Bristol North West | 41,6%         | 58,4%            |
|             | Inghilterra        | 53,3%         | 46,7%            |
| Regno Unito | 51,9%              | 48,1%         |                  |